# Göran Sahlberg
Pour les articles homonymes, voir Sahlberg.
Œuvres principales
Le Jour où le temps s'est arrêté
Göran Sahlberg (né en 1954) est un écrivain suédois.

## Œuvre
- Le Jour où le temps s'est arrêté, (När tiden tog slut), roman traduit du suédois par Hege Roel Rousson et Pascale Rosier, Actes Sud, novembre 2008  (ISBN 978-2-7427-8074-7).